# افرای نرم
افرای نرم (نام علمی: Acer laevigatum) نام یک گونه از سرده افرا است.